# Hellig krig
Hellig krig, er et begreb der dækker krig og andre former for væbnet kamp, der søges retfærdiggjort ud fra religiøse dogmer og holdninger.